# Sankt Gallen (voormalig district)

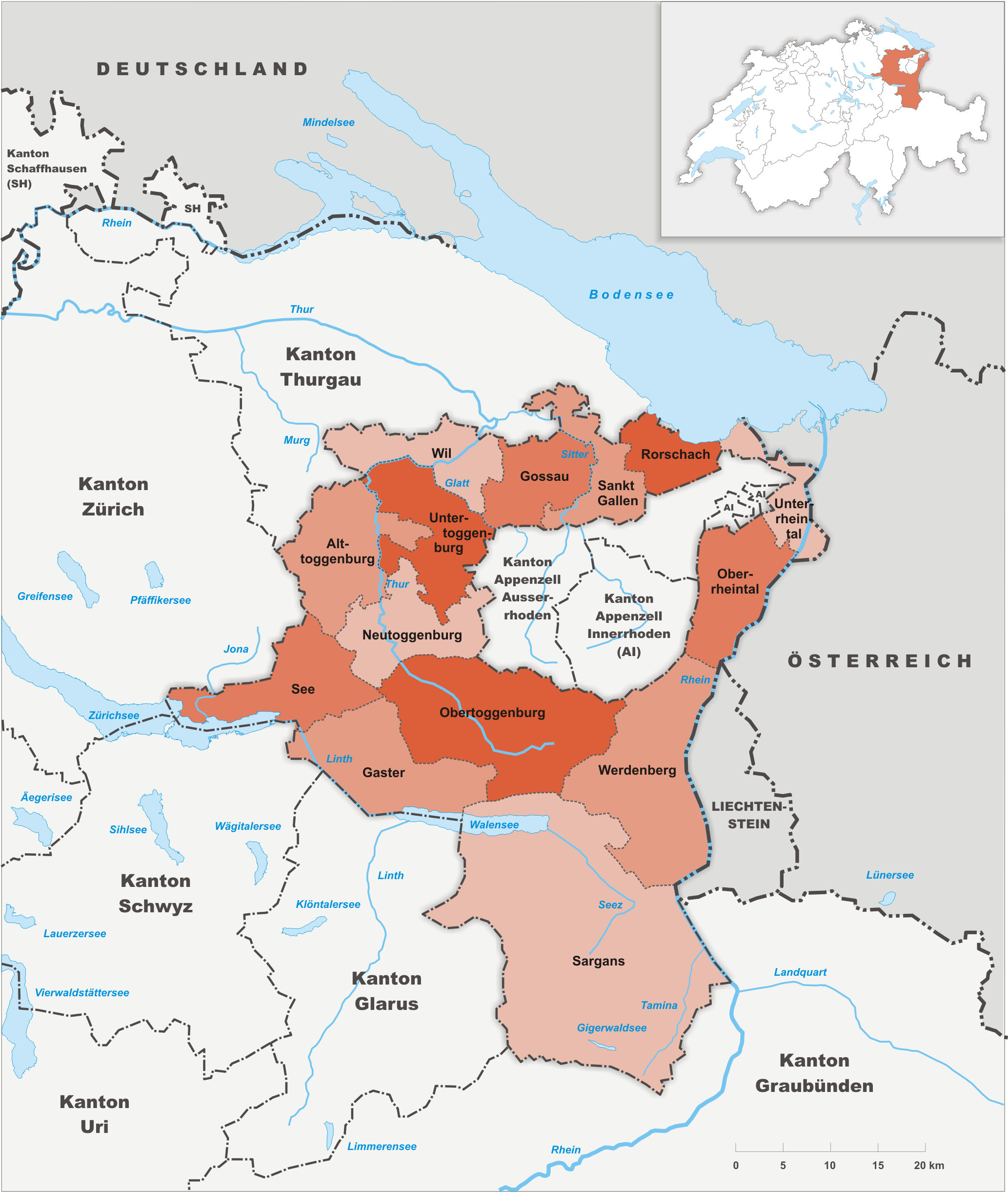
Voormalig district Sankt Gallen

Het district Sankt Gallen was tot 2003 een bestuurlijke eenheid binnen het kanton Sankt Gallen. Het district wordt opgevolgd door de Wahlkreis Sankt Gallen
Het district bevatte de volgende gemeenten:
- Sankt Gallen
- Wittenbach
- Häggenschwil
- Muolen